# Акса-Куль
Акса-Куль — посёлок в Ютазинском районе  Республики Татарстан Российской Федерации. Входит в состав Уруссинского сельского поселения.

## География
Посёлок находится в 6 километрах к северу от посёлка городского типа Уруссу. 

## Население
| 1926 | 1938 | 1949 | 1958 | 1970 | 1979 | 1989 | 2000 |
| ---- | ---- | ---- | ---- | ---- | ---- | ---- | ---- |
| 84   | 100  | 130  | 39   | 19   | 13   | 6    | 10   |